# جنایت در برج
جنایت در برج فیلمی فرانسوی در سبک کمدی است که در سال ۲۰۰۱ منتشر شد.